# Illes Surin

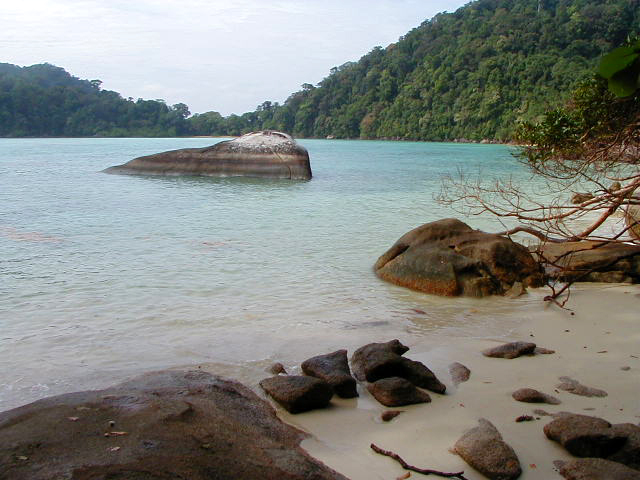
Parc Nacional de l'illa de Surin, Tailàndia

Les Surin (en tailandès หมู่เกาะสุรินทร์, pronunciat: [mùː kɔ̀ʔ sùrin]) és un arxipèlag de cinc illes al mar d'Andaman a 60 km de la Tailàndia continental. Les illes Surin acullen dues petites comunitats de la petita minoria ètnica moken, també anomenats "chao lay". La població moken de l'illa de Surin és d'unes 150 persones de mitjana. Les cinc illes són Ko Surin Nuea, Ko Surin Tai, Ko Ri, Ko Kai i Ko Klang, sent Ko Surin Nuea i Ko Surin Tai les dues illes principals del grup. La frontera oceànica entre Tailàndia i Birmània és a pocs quilòmetres al nord del parc. L'illa Christie, el punt més al sud de Birmània, és a 18 km al nord de Ko Surin Nuea i a uns 100 km al sud hi ha el parc nacional de Mu Ko Similan.
Sovint es fa referència a la Roca Richelieu, una roca al mig del mar a uns 10 km al sud-oest de Ko Surin, com un dels deu millors llocs d'immersió del món. Deu el seu nom a Andreas du Plessis de Richelieu, el primer (i únic estranger) comandant en cap de la Marina tailandesa. Aquesta remota roca remota acull algunes de les espècies de vida marina més grans de Tailàndia. Altres punts d'immersió populars de la zona son Hin Kong, Ko Torinla i Ko Chi.

## Parc nacional

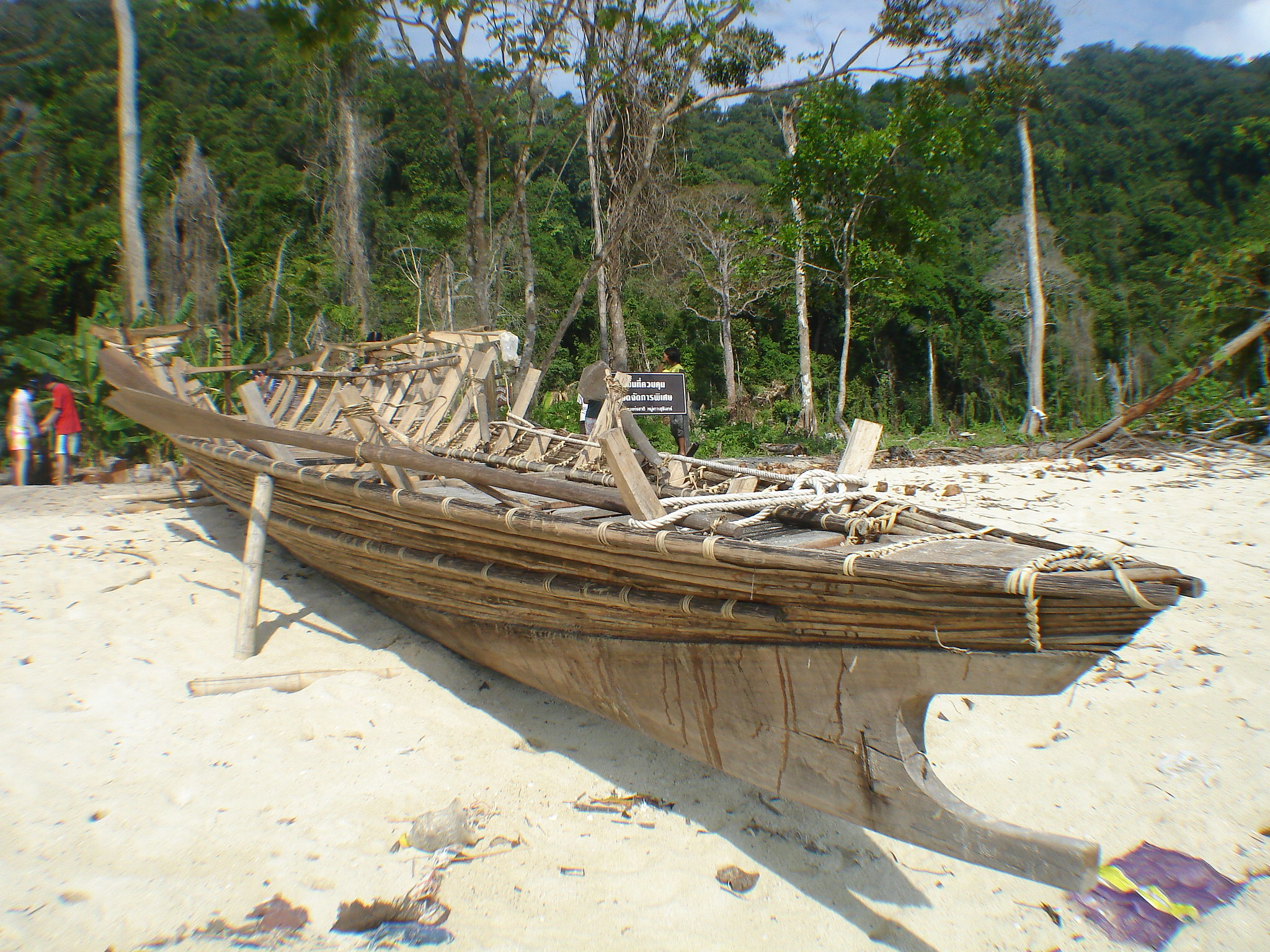
Vaixell moken, illes Surin

El Parc Nacional de Mu Ko Surin (อุทยานแห่งชาติหมู่เกาะสุรินทรินทร์) inclou les illes circumdants. El parc ocupa una superfície aproximada de 141,25 km 2. Conté les illes Surin i les aigües properes. De l'espai protegit, 108 km 2 (un 80%) és cobert per les aigües. Quan fou instituït, el 9 de juliol de 1981, esdevingué el 29è parc nacional de Tailàndia. El parc resta tancat durant la temporada de pluges, de l'1 de maig al 31 d'octubre, cada any.
La temporada càlida comprèn des de mitjans de febrer fins a maig. L'època de pluges va des de mitjans de maig a l'octubre, el mes més plujós. Les precipitacions mitjanes anuals són de més de 3.000 mil·límetres amb una humitat relativa mitjana del 83 per cent. El parc resta tancat a l'accés públic durant la temporada de pluges, de l'1 de maig al 31 d'octubre, cada any.

## Flora i fauna

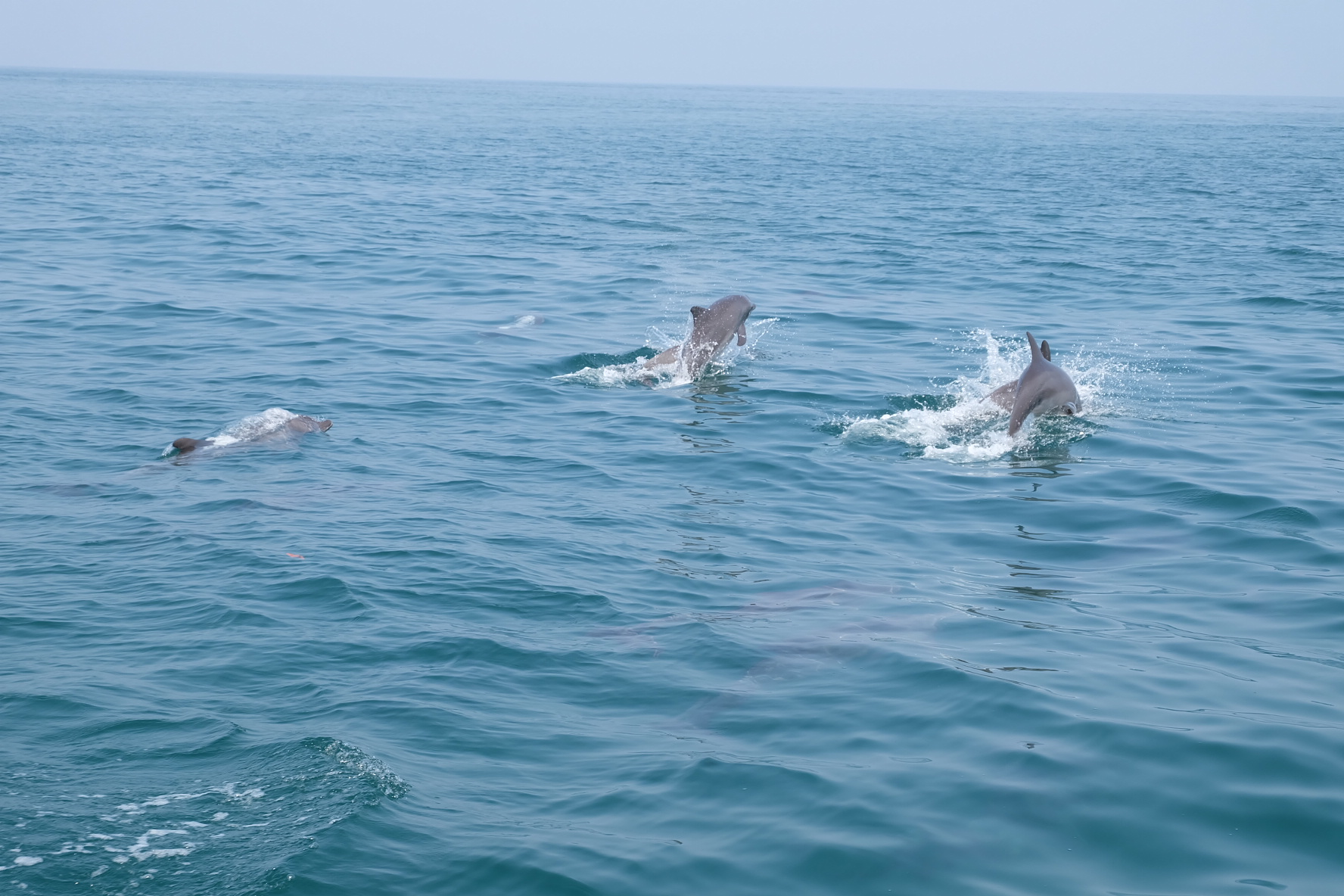
Dofins prop de les illes

La selva tropical primària cobreix la major part de la superfície del parc. El bosc costaner es pot trobar a les zones de platja on abunden espècies de Barringtonia i Cerbera odollam. Es poden trobar manglars a les aigües fangoses i salobres de la badia de Mae Yai.
Els mostrejos han constatat la presència de diverses espècies d'animals d'interès per a la conservació:
- Noranta un tipus d'ocells incloent 57 espècies residents. Altres són espècies migratòries.
- Vint-i-dues espècies de mamífers incloent-ne dotze de ratpenats.
- Als voltants hi viuen mamífers marins com rorquals de Bryde[4]
- Sis espècies de rèptils com Varanus bengalensis, Varanus salvator, escíncids i pitons reticulats.
- Les tortugues marines encara nien a les illes Surin, amb dues espècies que arriben a terra per pondre els seus ous, Eretmochelys imbricata en perill crític i tortugues verdes. A principis de la dècada de 1990 es van veure algunes tortugues olivàcies.

El parc nacional ha estat designat com a àrea important per a la conservació de les aus per BirdLife International ja que és l'hàbitat de poblacions de coloms verds grans catalogats com a vulnerables